# Liste des US Routes en Oklahoma
Les US Routes en Oklahoma font partie du réseau des US Routes. Celles-ci sont entretenues par le Oklahoma Department of Transportation (ODOT). 

## Liste
| Numéro | Longueur (mi) | Longueur (km) | Terminus sud / ouest                                                  | Terminus nord / est                                           | Créée | Notes |
| ------ | ------------- | ------------- | --------------------------------------------------------------------- | ------------------------------------------------------------- | ----- | ----- |
| US 54  | 56,07         | 90,24         | US 54 à la frontière du Texas à Texhoma                               | US 54 à la frontière du Kansas près de Tyrone                 | 1926  |       |
| US 56  | 71,17         | 114,54        | US 56 / US 64 / US 412 à la frontière du Nouveau-Mexique près de Felt | US 56 à la frontière du Kansas à Elkhart, KS                  | 1956  |       |
| US 59  | 216,47        | 348,37        | US 59 / US 270 à la frontière de l'Arkansas près de Page              | US 59 à la frontière du Kansas près de Welch                  | 1935  |       |
| US 60  | 352,39        | 567,12        | US 60 à la frontière du Texas près d'Arnett                           | US 60 à la frontière du Missouri près de Seneca, MO           | 1930  |       |
| US 62  | 402,49        | 647,74        | US 62 à la frontière du Texas près de Hollis                          | US 62 à la frontière de l'Arkansas près de Westville          | 1931  |       |
| US 64  | 591,24        | 951,51        | US 56 / US 64 / US 412 à la frontière du Nouveau-Mexique près de Felt | US 64 à la frontière de l'Arkansas près de Moffett            | 1926  |       |
| US 69  | 260,82        | 419,75        | US 69 / US 75 à la frontière du Texas près de Colbert                 | US 69 à la frontière du Kansas près de Picher                 | 1935  |       |
| US 70  | 289,81        | 466,40        | US 70 / US 183 à la frontière du Texas près de Davidson               | US 70 à la frontière de l'Arkansas près de De Queen, AR       | 1926  |       |
| US 75  | 249,42        | 401,40        | US 69 / US 75 à la frontière du Texas près de Colbert                 | US 75 à la frontière du Kansas près de Copan                  | 1926  |       |
| US 77  | 267,21        | 430,03        | I-35 / US 77 à la frontière du Texas près de Thackerville             | US 77 à la frontière du Kansas près de Newkirk                | 1926  |       |
| US 81  | 229,28        | 368,99        | US 81 à la frontière du Texas près de Terral                          | US 81 à la frontière du Kansas près de Renfrow                | 1927  |       |
| US 83  | 36,32         | 58,45         | US 83 à la frontière du Texas près de Gray                            | US 83 / US 270 à la frontière du Kansas près de Turpin        | 1930  |       |
| US 169 | 73,67         | 118,56        | US 64 / Creek Turnpike / Memorial Drive à Tulsa                       | US 169 à la frontière du Kansas à South Coffeyville           | 1935  |       |
| US 177 | 229,25        | 368,94        | US 70 / SH-199 à Madill                                               | US 177 à la frontière du Kansas près de Braman                | 1928  |       |
| US 183 | 219,94        | 353,96        | US 70 / US 183 à la frontière du Texas près de Davidson               | US 183 à la frontière du Kansas près de Buffalo               | 1938  |       |
| US 259 | 98,33         | 158,25        | US 259 à la frontière du Texas près de Harris                         | US 59 près de Page                                            | 1963  |       |
| US 266 | 43,09         | 69,35         | US 62 / US 75 près de Henryetta                                       | US 64 / SH-2 à Warner                                         | 1926  |       |
| US 270 | 476,86        | 767,43        | US 83 / US 270 à la frontière du Kansas près de Turpin                | US 59 / US 270 à la frontière de l'Arkansas près de Page      | 1931  |       |
| US 271 | 158,32        | 254,79        | US 271 à la frontière du Texas près de Hugo                           | I-540 / US 271 à la frontière de l'Arkansas près de Pocola    | 1926  |       |
| US 277 | 124,47        | 200,32        | I-44 / US 277 / US 281 à la frontière du Texas près de Randlett       | I-44 / US 62 à Newcastle                                      | 1930  |       |
| US 281 | 255,57        | 411,30        | I-44 / US 277 / US 281 à la frontière du Texas près de Randlett       | US 281 à la frontière du Kansas près d'Alva                   | 1938  |       |
| US 283 | 203,31        | 327,20        | US 283 à la frontière du Texas près d'Altus                           | US 283 à la frontière du Kansas près de Rosston               | 1931  |       |
| US 287 | 41,41         | 66,64         | US 287 à la frontière du Texas près de Stratford, TX                  | US 287 / US 385 à la frontière du Colorado près de Boise City | 1940  |       |
| US 377 | 139,91        | 225,16        | US 377 à la frontière du Texas près de Madill                         | I-44 à Stroud                                                 | 1964  |       |
| US 385 | 35,98         | 57,90         | US 385 à la frontière du Texas près de Boise City                     | US 287 / US 385 à la frontière du Colorado près de Boise City | 1958  |       |
| US 412 | 504,11        | 811,29        | US 56 / US 64 / US 412 à la frontière du Nouveau-Mexique près de Felt | US 412 à la frontière de l'Arkansas à West Siloam Springs     | 1988  |       |
|        |               |               |                                                                       |                                                               |       |       |